# Ensheim (Sarrebruck)
Pour les articles homonymes, voir Ensheim (homonymie).
Ensheim (Ensem en sarrois) est un quartier de la ville allemande de Sarrebruck en Sarre. C'était une commune jusqu'en 1974, jumelée avec la ville française de Dommartemont.
L'aéroport du Land se nomme Sarrebruck-Ensheim, puisqu'il est tout proche d'Ensheim.

## Géographie

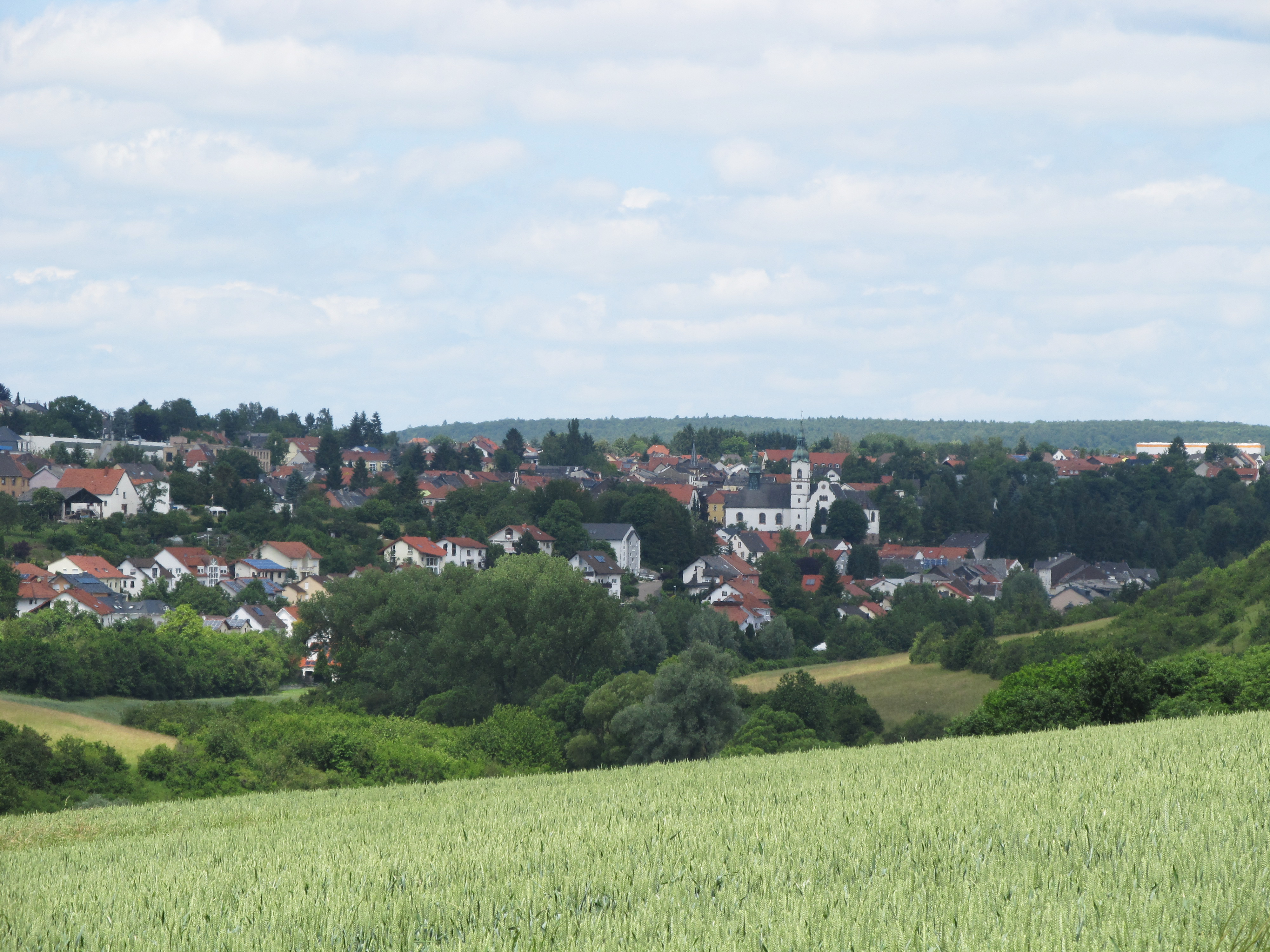

## Lieux et monuments

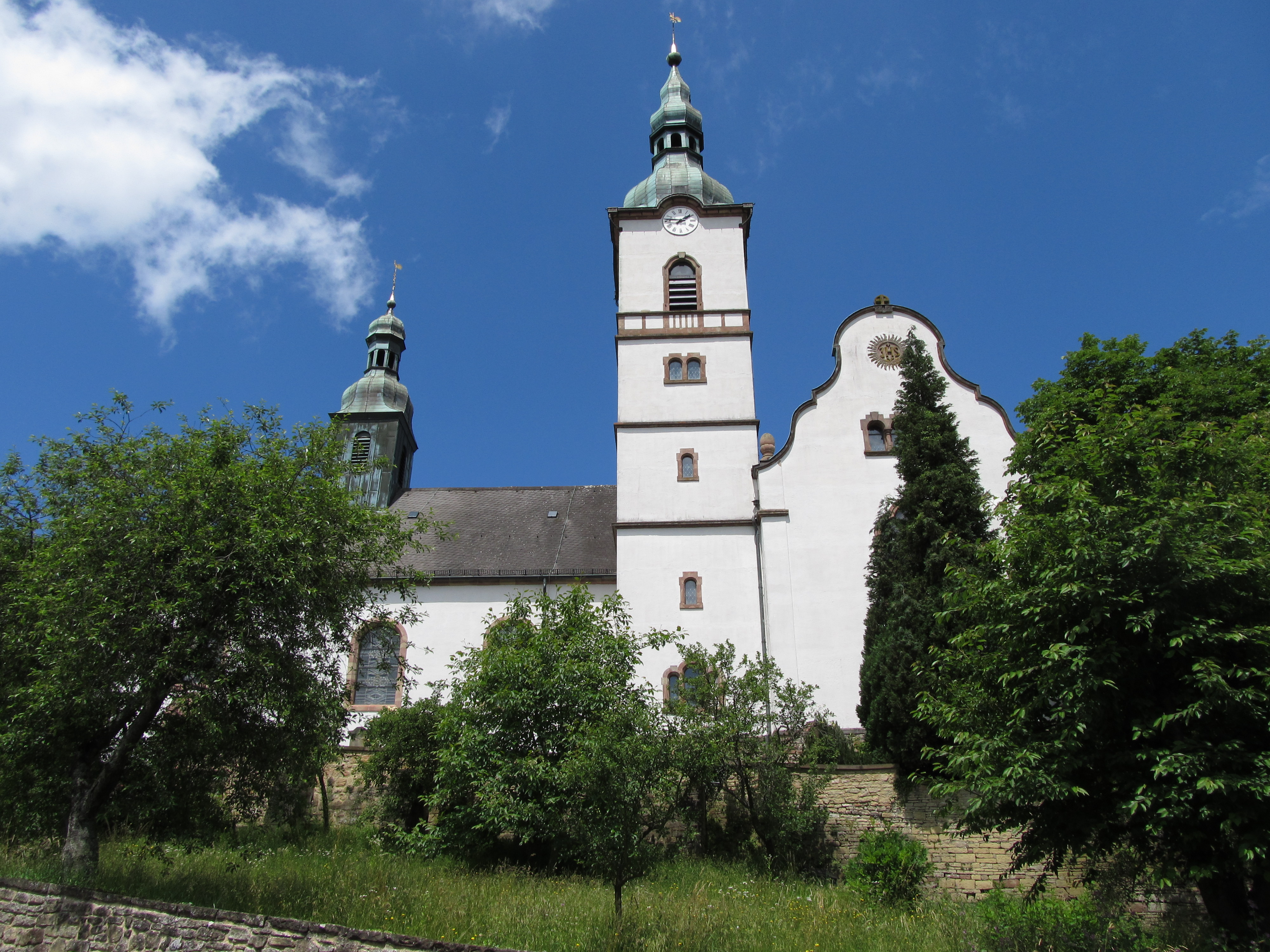